# Нейропсихиатрия
Нейропсихиатрия, иногда также называемая органической психиатрией — это подраздел психиатрии, занимающийся изучением и лечением психических расстройств, причины развития которых, как полагают, связаны с теми или иными органическими (или, иначе говоря, неврологическими) поражениями головного мозга.

## История вопроса

### Ранний этап развития: историческое единство психиатрии и неврологии
Исторически психиатрия и неврология когда-то представляли собой одну, единую медицинскую специальность, отделившуюся от общей медицины приблизительно в XVII—XVIII веках.
Отголоски этого изначального единства психиатрии и неврологии до сих пор обнаруживаются, в частности, в том, что ранее психиатрию часто называли и по сей день иногда называют «психоневрологией» (ср. психоневрологический диспансер в постсоветских странах), и что ранее преподавание психиатрии и неврологии как на медицинских факультетах университетов многих стран Запада (например, в Германии), так и в медицинских институтах в СССР чаще всего велось на одной, объединённой кафедре «психиатрии и неврологии», а не на двух раздельных кафедрах — психиатрии и неврологии, а в ряде других стран, например, в США, психиатрия и неврология ещё совсем недавно имели единую общую структуру сертификации (англ. a common examination board).

### Разделение психиатрии и неврологии на две отдельные специальности
Уже к началу XIX века, на фоне усиления общей тенденции к специализации и субспециализации в медицине, психиатрия и неврология во многих странах стали двумя раздельными медицинскими специальностями или, по крайней мере, стали всё чаще восприниматься как таковые. При этом к сфере исключительного ведения неврологии стали относить все без исключения заболевания периферической нервной системы, в частности, все без исключения поражения периферических нервов и/или органов чувств, а также все без исключения заболевания спинного мозга, плюс те сравнительно немногочисленные на тот момент заболевания головного мозга (в том числе и протекающие с психическими нарушениями), при которых тогдашние, достаточно грубые, методы посмертного патологоанатомического исследования ткани головного мозга были способны обнаружить его органические повреждения — например, опухоли головного мозга, ишемические или геморрагические инсульты и т. п..
И наоборот, к сфере исключительного ведения психиатрии с этого времени стали относить «заболевания души» (душа на латыни — «психе», psyche), то есть те психические и неврологические заболевания, при которых причину появления болезненных психических симптомов или причину развития у пациента нарушений поведения тогдашними грубыми методами посмертного патологоанатомического исследования мозга установить не удавалось (то есть эта причина оставалась для врачей того времени загадочной и в некотором роже даже мистической). Сюда первоначально относили и такие, ныне уверенно причисляемые к сугубо неврологическим (органическим), заболевания ЦНС с психическими проявлениями, как эпилепсия, различные виды деменций (которые тогда не дифференцировали между собой и называли просто «деменцией»), прогрессивный паралич и др..

### Период «мозговой эйфории»
Во второй половине XIX века и в начале XX века, в связи с изобретением более мощных оптических микроскопов, а также в связи с изобретением Бернхардом фон Гудденом микротома, позволившего делать очень тонкие гистологические срезы ткани головного мозга, а его учеником Францем Нисслем — нового метода посмертной окраски нейронов на срезах («окраска по Нисслю») — изучение анатомии и гистологии головного мозга человека значительно продвинулось и ускорилось, по сравнению с предыдущей половиной XIX столетия.
В этот исторический период было обнаружено, что многие заболевания, ранее причислявшиеся к «душевным», или психическим — такие, например, как эпилепсия, некоторые виды деменций, прогрессивный паралич — на самом деле сопровождаются достаточно выраженными и грубыми морфологическими, гистологическими и анатомическими изменениями в головном мозге, которые могут быть обнаружены с помощью этих новых методов посмертного патологоанатомического и патогистологического исследования — но которые не могли быть обнаружены ранее, до их изобретения. Это привело к переводу данных патологий в сферу исключительного ведения неврологии.
Так, в частности, Алоис Альцгеймер в 1907 году описал специфические отложения амилоида («амилоидные бляшки и фибриллы») при одной из форм деменции, ныне названной в его честь болезнью Альцгеймера, а Арнольд Пик, впервые описавший в 1892 году другую форму деменции, ныне называемую в его честь болезнью Пика, в 1911 году подтвердил сделанное Алоисом Альцгеймером наблюдение о необычных включениях в телах нейронов (так называемых «тельцах Пика») при этой болезни.
Эти первые успехи в изучении анатомии и гистологии головного мозга с помощью новых, более тонких и чувствительных, методов его посмертного исследования — привели в тот исторический период к развитию у многих специалистов своеобразной «мозговой эйфории» — веры в то, что за счёт всё более и более детального и глубокого изучения анатомии, гистологии и физиологии головного мозга при помощи всё более и более тонких и совершенных методов, рано или поздно материальные причины всех без исключения психических расстройств будут найдены, отдифференцированы одна от другой и тщательно описаны, и что после этого психиатрия будет снова упразднена, как отдельная медицинская специальность, став всего лишь ещё одним подразделом неврологии и/или клинической нейрофизиологии.
Эта «мозговая эйфория», в свою очередь, привела к пренебрежению многих тогдашних учёных-психиатров изучением и описанием синдромальной клинической картины психических расстройств (их синдромологии) и их клинической феноменологии, к изучению психологических причин и мотивов поведения пациентов, к развитию у них своеобразной «зацикленности на головном мозге» и на его посмертном патологоанатомическом и патогистологическом исследовании.
Именно такой точки зрения, против которой решительно возражал Эмиль Крепелин, и которую он в своей Дерптской лекции уничижительно охарактеризовал как «примитивный, вульгарный материализм» и как «безосновательный неврологический или биологический редукционизм» — во второй половине XIX века и в начале XX века придерживались многие видные и влиятельные неврологи и психиатры, в частности, такие, как Теодор Герман Мейнерт, Бернхард фон Гудден и другие. В противоположность им, Эмиль Крепелин твёрдо отстаивал право психиатрии на существование и сейчас, и в будущем — именно в качестве отдельной, самостоятельной медицинской специальности, которая не может быть сведена и никогда, по его мнению, не будет сведена к роли «всего лишь подраздела неврологии и/или клинической нейрофизиологии», а также обоснованность, правомерность и научную целесообразность изучения головного мозга не только нейроанатомическими и нейрофизиологическими методами, но и как своеобразного «чёрного ящика», с помощью методов экспериментальной психологии, клинической синдромологии и феноменологии, и правомерность построения на этой базе эмпирической классификации психических расстройств (так называемой «крепелинской нозологии»).

### Разочарование в перспективах тогдашней нейроанатомии и окончательное «разделение» психиатрии и неврологии
Как показало дальнейшее развитие событий во второй половине XIX века и в первой половине XX века, первоначальные надежды многих учёных-психиатров на то, что всё более и более тщательное посмертное патологоанатомическое исследование головного мозга пациентов с помощью доступных тогда методов — позволит, наконец, установить материальные причины и механизмы развития всех без исключения психических расстройств, и позволит затем упразднить саму психиатрию, сведя её к роли ещё одного подраздела неврологии и/или нейрофизиологии — не оправдались. Несмотря на предпринимавшиеся разными специалистами в течение многих десятилетий усилия в этом направлении, им не удавалось доступными тогда (достаточно грубыми) методами исследования посмертно обнаружить какие-либо существенные анатомические или гистологические отличия от нормы в мозгу пациентов даже с такими тяжёлыми психическими расстройствами, как шизофрения или биполярное аффективное расстройство (ранее называвшееся «маниакально-депрессивным психозом»), не говоря уже о таких «более мягких» расстройствах психики, как личностные расстройства.
Разочарование в возможностях тогдашней нейроанатомии имело несколько последствий. Одни специалисты, наподобие Теодора Мейнерта, не имея возможности доступными тогда методами посмертного патологоанатомического исследования головного мозга установить объективные различия между мозгом психиатрических пациентов и мозгом здоровых умерших, вынужденно занялись выдвижением умозрительных, спекулятивных, не подтверждённых объективными фактами гипотез о природе и причинах психических расстройств и об устройстве мозга, часто с использованием псевдо-неврологической или псевдо-анатомической терминологии (наподобие «эмоциональных мозговых волокон»). Эти спекулятивные гипотезы Эмиль Крепелин презрительно охарактеризовал как «мозговую мифологию».
Другие же специалисты, утратив на фоне этих многочисленных неудач веру в саму принципиальную возможность вообще когда-либо найти, обнаружить материальные, биологические причины психических расстройств с помощью всё более и более тщательного и детального изучения головного мозга, обратились к поиску психоаналитических, психологических и/или психодинамических объяснений природы, причин и механизмов развития психических расстройств (первопроходцем на этом пути был, конечно, Зигмунд Фрейд), и одновременно постулировали, что психиатрия и неврология не просто «всегда будут раздельными медицинскими специальностями», но и, по меткому выражению Зигмунда Фрейда, «всё больше отдаляются друг от друга, как расходящиеся корабли в море». Некоторые же психиатры, на фоне постигшего их разочарования в возможностях изучения анатомии и гистологии мозга для объяснения природы, причин и механизмов развития психических расстройств, вообще обратились к поиску религиозно-мистических объяснений природы «человеческой души», всех явлений психической жизни, а также природы, причин и механизмов развития психических расстройств, в духе Иоганна Хайнрота.
Эмиль Крепелин резко возражал против обеих этих крайностей, называя одну «мозговой мифологией», «примитивным биологизаторством» и «вульгарным материализмом», а другую — «психологической мифологией» и «примитивным психологизаторством». Выражая надежду на то, что материальные, нейробиологические причины и механизмы развития всех без исключения психических расстройств рано или поздно будут найдены с помощью будущих, ещё более тонких и совершенных, методов исследования головного мозга, он в то же время постулировал несводимость всех явлений человеческой психики исключительно к нейробиологии, необходимость учёта, наряду с нейробиологическими, также психологических и социальных факторов в этиологии и патогенезе психических расстройств (что можно считать предтечей современной биопсихосоциальной модели психических расстройств), правомерность изучения психики и головного мозга как «чёрного ящика», пока не доступны более тонкие и совершенные методы их исследования, а также право психиатрии на существование как отдельной медицинской специальности, не сводимой только лишь к «ещё одному разделу неврологии и/или клинической нейрофизиологии».

### Современный этап: повторное сближение и слияние психиатрии, неврологии и нейронаук
Сегодня, в эпоху широкой доступности таких современных и тонких, не доступных во времена Эмиля Крепелина, методов прижизненной нейровизуализации, как магниторезонансная томография, позитронно-эмиссионная томография, компьютерная томография, электроэнцефалография, которые позволили прижизненно, а не только лишь посмертно, как это было во времена Эмиля Крепелина, идентифицировать тонкие нейроанатомические и нейрофизиологические отличия мозга пациентов с рядом психических расстройств от мозга здоровых лиц, а также в эпоху значительных успехов, достигнутых в развитии биохимии (в частности, такого успеха, как обнаружение нейромедиаторов, например, дофамина, норадреналина, серотонина, ацетилхолина, множества подтипов рецепторов к ним в головном мозгу и изменений в их плотности, распределении, в выделении и разрушении нейромедиаторов при ряде психических расстройств) и в развитии генетики (в частности, такого успеха, как обнаружение однонуклеотидных полиморфизмов в ряде ключевых генов при некоторых психических расстройствах) — дискуссия между специалистами о правомерности и обоснованности на сегодняшнем этапе развития науки исторически сложившегося (в силу неполноты наших тогдашних знаний о мозге) разделения психиатрии и неврологии на две разные медицинские специальности, и о целесообразности их обратного слияния или, по крайней мере, их существенного сближения — возобновилась.
В самом деле, если мы сегодня знаем, что, например, депрессивные расстройства и шизофрения ассоциируются с уменьшением объёма гиппокампа и количества клеток в нём, и что, по крайней мере, для депрессивных расстройств, это уменьшение размеров гиппокампа коррелирует с кумулятивной тяжестью заболевания, и что эти изменения можно обнаружить тонкими современными методами исследования, не доступными во времена Эмиля Крепелина, но нельзя было обнаружить тогдашними методами — то грань между такими якобы «функциональными (а не органическими) психическими расстройствами», как шизофрения или депрессия, и такими «органическими психическими расстройствами», как психические расстройства при деменции, эпилепсии или инсульте (где повреждение мозга можно было увидеть под микроскопом и во времена Эмиля Крепелина) — существенно стирается.
Многие, если не большинство, специалистов из обеих областей медицины (как среди психиатров, так и среди неврологов) сегодня поддерживают необходимость тесной интеграции, тесного союза и сотрудничества, или, возможно, даже повторного, на новом историческом этапе, слияния (полного объединения) психиатрии, неврологии и нейронаук, с формированием новой, более широкой специальности, которая объединит и вберёт в себя всё, что имеется ныне в обеих специальностях (и в психиатрии, и в неврологии), а не будет являться суб-специальностью или подразделом психиатрии, каковым сегодня является нейропсихиатрия (ибо в сферу ведения нейропсихиатрии, в отличие от предлагаемой сферы ведения гипотетической «более широкой» специальности, сегодня отнесены только психические расстройства, развивающиеся при «классических» органических, неврологических заболеваниях, таких, как деменции, инсульты, опухоли головного мозга).
Так, например, профессор Джозеф Мартин, бывший декан Гарвардской медицинской школы, по образованию и профессии невролог, изложил аргументы в пользу повторного, на новом историческом этапе, полного объединения и слияния психиатрии и неврологии, следующим образом: «Разделение двух этих категорий [заболеваний] является произвольным, и на него часто влияют [иррациональные] убеждения, а не строгие научные наблюдения. Кроме того, тот факт, что мозг и сознание — едины, делает это разделение в любом случае искусственным».
Если же такое разделение, согласно мнению Джозефа Мартина, является искусственным, то это по существу означает, что на сегодняшний день более нет формальных причин сохранять данное искусственное разделение между психиатрией и неврологией, — то историческое разделение, которое имело смысл во времена Эмиля Крепелина, когда грань между психиатрией и неврологией можно было провести по наличию или отсутствию обнаруживаемых морфологических изменений в головном мозге.
Тем не менее, несмотря на произошедшее в наше время существенное сближение между психиатрией, неврологией и нейронауками, и даже их, в некотором роде, частичное слияние — по ряду причин, таких, как консерватизм системы общественного здравоохранения и системы медицинского образования, это искусственное и устаревшее разделение между психиатрией и неврологией всё-таки сохраняется и по сей день. А медицинская специальность, находящаяся на стыке между психиатрией и неврологией, и изучающая психические расстройства, развивающиеся при «классических» органических, неврологических заболеваниях (например, таких, как опухоли головного мозга, инсульты, эпилепсия) — как раз и называется сегодня нейропсихиатрией, или органической психиатрией.

## Возможные или ожидаемые положительные эффекты от объединения психиатрии, неврологии и нейронаук

### Экономия финансовых и других ресурсов, улучшение управления
Для сближения или слияния психиатрии и неврологии имеются также управленческие и финансовые причины.

## Международные организации нейропсихиатрии
Международная нейропсихиатрическая ассоциация была создана в 1996 году. МНА проводит конгрессы раз в два года в странах по всему миру и сотрудничает с региональными психоневрологическими ассоциациями по всему миру для поддержки региональных нейропсихиатрических конференций и содействия развитию нейропсихиатрии в странах/регионах, где проводятся эти конференции. Проф. Роберт Хаим Бельмейкер является нынешним президентом организации, тогда как профессор Эннападам С. Кришнамурти является избранным президентом, а доктор Жилберто Брофман — секретарем-казначеем. Британская ассоциация нейропсихиатрии (БАН) была основана в 1987 году и является ведущей академической и профессиональной организацией для практикующих врачей и специалистов, связанных с медициной, в Великобритании, работающей на стыке клинической и когнитивной нейробиологии и психиатрии.
Недавно было основано новое некоммерческое профессиональное общество под названием Нейропсихиатрический форум (НПФ). НПФ стремится поддерживать эффективное общение и междисциплинарное сотрудничество, разрабатывать образовательные схемы и исследовательские проекты, организовывать психоневрологические конференции и семинары.